# Volkswagen Tipo 4
Los Volkswagen Tipo 4 fueron la línea de lujo de Volkswagen que constaba del Volkswagen 411 y del Volkswagen 412. Venían equipados con suspensiones de tipo McPherson y brazos independientes traseros, frenos de disco delanteros y  tambores traseros,dos maleteros gigantes.
Estos vehículos fueron uno de los primeros autos en traer un motor de inyección electrónica multipunto D-jetronic que venía en la versión de 1.679 cc de 80 CV. También había una versión con caja cambios totalmente automático muy usada en los modelos destinados a USA.
Se lograron vender alrededor de 400.000 vehículos, lo que fue un fracaso total para Volkswagen.

## 411
El Volkswagen 411 venía en versiones de 2 o 4 puertas fastback y 3 puertas familiar con motores de doble carburación Solex de 1679 cc con 68 CV y una dotada de una inyección electrónica Bosch D-Jetronik también de 1679 cc pero de 80 CV. Este motor compartido con el Porsche 914 de motor central también se lanzó en 1969.
Los 411 se produjeron desde 1968 hasta 1972.
|  |  |

## 412
El Volkswagen 412 fue un modelo con un diseño más agresivo estéticamente que su predecesor 411.
Este modelo también vino en versiones de 2 o 4 puertas fastback y 3 puertas familiar que la marca denomina Variant, con el motor de 1670 cc con inyección electrónica con 80 CV 
En 1974, la capacidad del motor se elevó a 1795 cc y la gestión del combustible se revierte a un sistema de carburador doble cual produce 85 CV , el 412LE ahora se renombra como 412LS.
El cambio más notable con su antecesor 411 es el frontal, más bajo y aerodinámico ,los faros pasan de ser ovalados a ser "cuadrados",la matrícula delantera, que queda más arriba (entre los faros), teniendo que pasar el logo VW al capó.los pilotos traseros se estrecharon para poder subir el paragolpes trasero a la altura legal en USA, Los 412 se produjeron desde 1972 hasta 1974.con este modelo acaba la era de los refrigerado por aire de VW ,es sustituido por el VW K70 y seguidamente por VW Passat B1(Dasher) ya todos con motor delantero refrigerados por agua.
| Volkswagen 412 fastback |